# Vilâyet Hüdavendigâr

Das Vilâyet Hüdâvendigâr um 1900

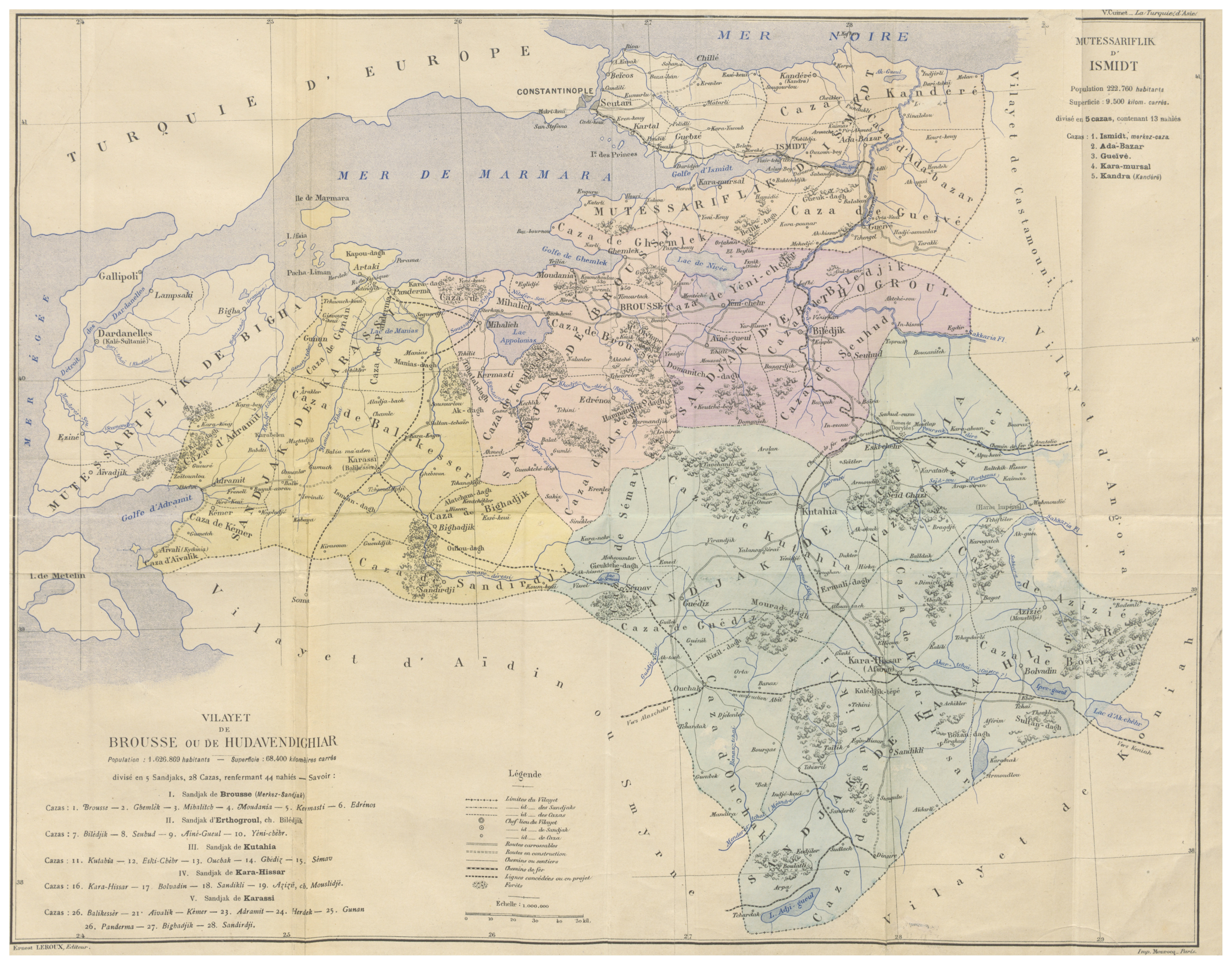
Karte zum Vilayet Hüdavendigâr von 1895

Das Vilâyet Hüdâvendigâr (osmanisch ولايت خداوندكار İA Vilâyet-i Hüdâvendigâr, türkisch Hüdâvendigâr Vilâyeti) oder Vilâyet Bursa – entsprechend ihrem Verwaltungszentrum (Hüdâvendigâr ist ein poetischer osmanischer Name für die heutige Stadt Bursa), war eine der Provinzen (Vilâyet) des Osmanischen Reiches.
Die Hauptstadt war Bursa. Zu Beginn des 20. Jahrhunderts hatte es eine Fläche von 67.980 km². Von 1881 bis 1888 wurde das Vilâyet Karesi (heute Balikesir) als ein eigenständiges Vilâyet von Hüdâvendigâr abgespalten.

## Bevölkerung

Vilâyet Hüdavendigâr 1881, Grenzen and ethnische Verteilung

Bis zum Ersten Weltkrieg hatte das Gebiet große griechische und armenische Bevölkerungsanteile. Gemäß der Volkszählung aus dem Jahre 1914 waren 474.114 Einwohner Muslime, 74.927 Griechen und 60.119 Armenier. Auch Juden lebten in der Großprovinz. Durch den  Völkermord an den Armeniern und den Bevölkerungsaustausch zwischen Griechenland und der Türkei wurde die nichtmuslimische Bevölkerung fast komplett ausgelöscht. Heute leben praktisch keine Griechen und Armenier mehr auf dem Gebiet.

## Verwaltungsgliederung
Sandschaks des Vilâyets:
1. Sandschak von Bursa
2. Sandschak von Ertugrul (Bilecik)
3. Sandschak von Kütahya
4. Sandschak von Karahisar-i-Sarip (Afyonkarahisar)
5. Sandschak von Karesi (Balikesir)